# 萊昂納多·梅耶爾
萊昂納多·梅耶爾（Leonardo Mayer，1987年5月15日—），出生于科连特斯，是一位阿根廷男子職業網球運動員，他于2003年转为职业球手。他的教练是Mariano Hood和Leo Alonso。

## 外部連結
- 官方网站
- 萊昂納多·梅耶爾（英文/西班牙文）的官方資料
- 萊昂納多·梅耶爾的國際網球總會 職業／青少年 官方資料（英文）
- 萊昂納多·梅耶爾的官方資料（英文）